# Ernst Gottlieb Bengel

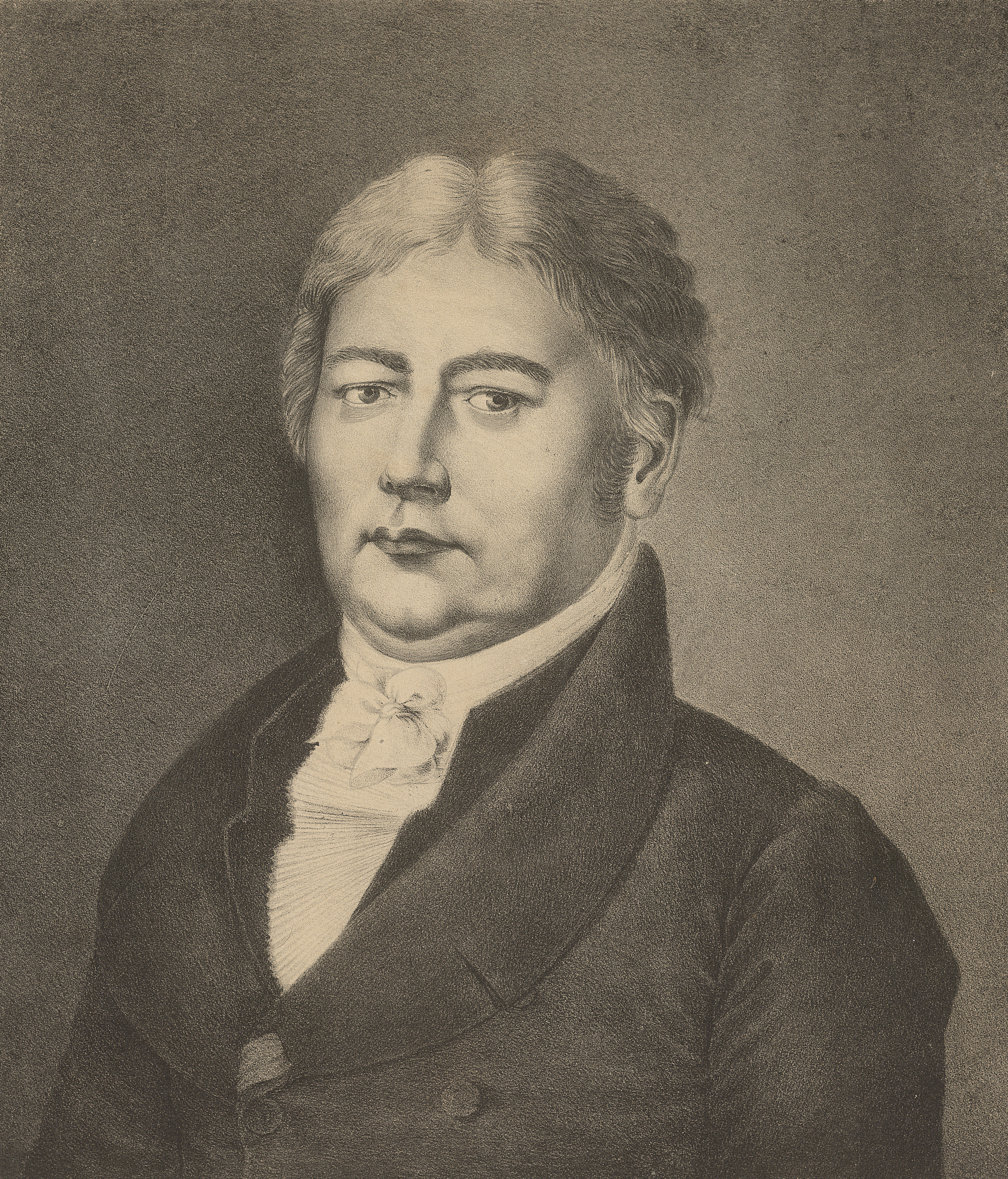
Ernst Gottlieb Bengel, Lithographie von Ludwig August Helvig

Ernst Gottlieb Bengel, ab 1823 von Bengel, (* 3. November 1769 in Zavelstein; † 23. März 1826 in Tübingen) war ein deutscher lutherischer Theologe. 

## Leben
Ernst Gottlieb Bengel wurde als Sohn von Ernst Bengel und Enkel von Johann Albrecht Bengel geboren. Nachdem er evangelische  Theologie an der Universität Tübingen studiert hatte, wurde er im Jahr 1792 Bibliothekar, ab dem darauffolgenden Jahr war er Repetent und unternahm in den Jahren 1796 bis 1797 eine Studienreise, die ihn auch nach Göttingen führte. Ab dem Jahr 1800 war er Diakon in Marbach am Neckar und 1805 wurde er zum außerordentlichen Professor an der Universität Tübingen ernannt. Im gleichen Jahr wurde er auch Hauptprediger. Fünf Jahre später, 1810, wurde er ordentlicher Professor für Kirchen- und Dogmengeschichte. 1820 erhielt Bengel den Prälatentitel. Zwei Jahre später wurde er zum Propst ernannt. Ab 1815 redigierte Ernst Gottlieb Bengel das Archiv für die Theologie und ihre neueste Litteratur. 1823 erhielt er von König Wilhelm von Württemberg das Ritterkreuz des Kronordens verliehen. 
1826 erlitt er einen Eingeweidebruch und musste operiert werden. Obwohl die Operation gut verlief, verstarb er bald infolge von Komplikationen. Bengel war mit Johanna Elisabeth, einer Tochter des Theologen Karl Friedrich Harttmann verheiratet; sein Sohn, der auch Ernst Bengel hieß, war Arzt in Maulbronn.